# Erdbeben in der Ägäis 2020
Das Erdbeben in der Ägäis vom 30. Oktober 2020 erschütterte die ägäische Küste Kleinasiens mit einer Magnitude von 7,0 MW um 13:51 Uhr griechischer Ortszeit bzw. 14:51 Uhr türkischer Ortszeit. Sein Epizentrum lag im Ägäischen Meer rund 14 Kilometer nördlich von Samos und 23 Kilometer südlich von Seferihisar. Es löste einen Tsunami aus.
Besonders schwer wurde die türkische Millionenstadt Izmir getroffen, wo mehrere Wohngebäude einstürzten. Bei dem Beben kamen 119 Menschen ums Leben, mehr als 1000 weitere wurden verletzt.

## Erdbeben und Nachbeben
Die Magnitude des Bebens wurde von United States Geological Survey (USGS) und der europäischen Erdbebenforschungsgesellschaft EMSC mit 7,0 Mw angegeben, die türkische Erdbebenwarte des Kandilli-Observatoriums stufte sie bei 6,9 Mw ein, die türkische Katastrophenschutzbehörde AFAD gab 6,6 Mw an. Die Herdtiefe betrug laut USGS 21 Kilometer, laut Kandilli-Observatorium 11,8 Kilometer und laut EMSC 10 Kilometer. Die Erschütterungen dauerten rund 30 Sekunden lang an. Das Beben löste einen Tsunami aus, der Berechnungen des Deutschen Geoforschungszentrums zufolge eine Wellenhöhe von mehr als 1,5 Metern erreichte.
Das Erdbeben wurde noch in Istanbul und Athen gespürt. Es wurde nach Schätzungen von USGS von 6,3 Millionen Menschen mit einer Intensität von V oder höher auf der Modifizierten Mercalliskala wahrgenommen, 2,18 Millionen davon erlebten Intensität VII und 4000 Intensität VIII.
Die türkische Katastrophenschutzbehörde berichtete, dass in den ersten beiden Wochen nach dem Hauptbeben über 3500 Nachbeben auftraten, von denen 48 eine Magnitude größer als 4,0 MW hatten.

## Tektonischer Hintergrund
Auf der Ägäischen Lithosphärenplatte herrscht eine in Nord-Süd-Richtung wirkende Dehnungstektonik. Dem entsprechend war der Herdvorgang des Bebens eine Abschiebung. Die Größe der Bruchzone wurde vom USGS auf 50 × 20 Kilometer eingeschätzt. Das Hypozentrum des Bebens lag wahrscheinlich an der Ost-West orientierten Kaystrios-Verwerfung (auch Nord-Samos-Verwerfung genannt). GPS-Messungen zufolge verschob das Ereignis die Stadt Izmir um vier Zentimeter nach Norden, während Orte auf Samos sechs bis 37 Zentimeter nach Süden gerückt wurden. Zugleich wurde Samos um etwa 18 bis 25 Zentimeter angehoben.
Das Erdbeben vom 30. Oktober 2020 ereignete sich in einer tektonisch aktiven Region. In den einhundert Jahren vor dem Erdbeben vom 30. Oktober 2020 ereigneten sich im Umkreis von 250 km weitere 29 Erdbeben mit einer Magnitude von M 6 und mehr. Das stärkste instrumentell aufgezeichnete Erdbeben in dieser Region ereignete sich im Juli 1956. Das M 7,7-Erdbeben mit Epizentrum zwischen den Inseln Naxos und Santorin, südwestlich des Erdbebens vom 30. Oktober war das stärkste Griechenlands im 20. Jahrhundert, und ein Nachbeben mit der Magnitude M 7,2, das sich 13 Minuten später ereignete, erzeugte einen Tsunami. 53 Personen kamen um, rund 100 wurden verletzt und auf Amorgos und Santorini kam es zu großen Gebäudeschäden. Ein Erdbeben mit der Magnitude 6,6 ereignete sich am 20. Juli 2017 südwestlich des Erdbebens vom 30. Oktober bei der türkischen Stadt Bodrum. Bei dem Beben kamen in Griechenland und der Türkei zwei Menschen um und hunderte weitere wurden verletzt.

## Opfer und Schäden

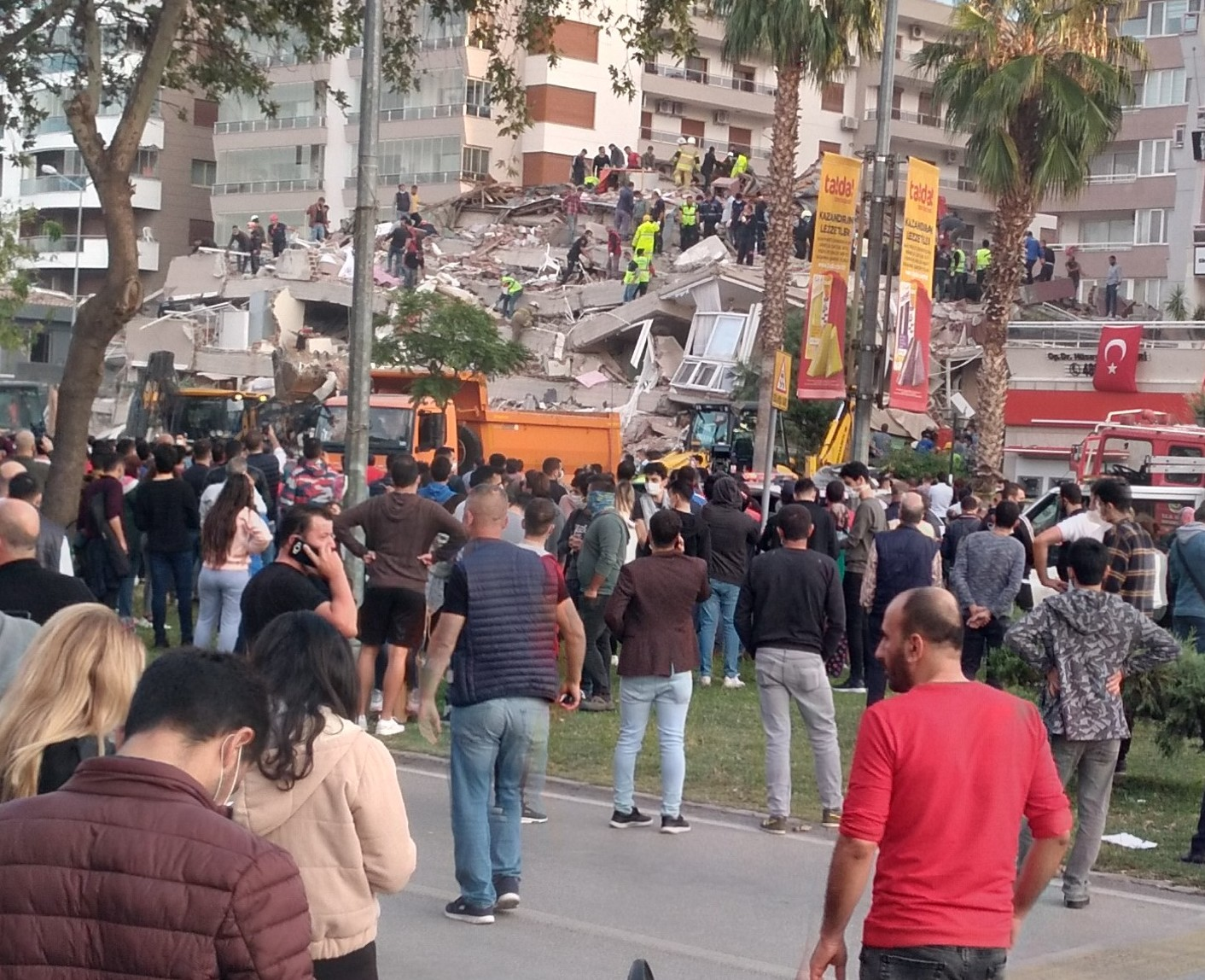
Zerstörtes Gebäude in Izmir

### Türkei
In der Türkei waren durch das Beben besonders die Provinzen Izmir und Aydın betroffen. Offiziellen Berichten zufolge kamen bei dem Beben in der Türkei 117 Menschen ums Leben, weitere 1032 wurden verletzt.
Nach ersten Medienberichten stürzten in Izmir mindestens 20 Gebäude ein. Einer Bilanz vom 5. November zufolge wurden 231 Gebäude schwer, 251 mittelschwer und 1834 leicht beschädigt. Der Katastrophenschutz startete Such- und Bergungsaktionen an 17 Gebäuden und stellte Zelten, Betten, Decken und Nahrung für die obdachlos Gewordenen bereit. Bis 4. November wurde mit Search-and-Rescue-Aktionen nach Überlebenden in den Trümmern gesucht. Dabei konnten 107 Menschen gerettet werden, zuletzt ein Mädchen, das 91 Stunden nach dem Beben befreit wurde. 6600 Menschen wurden in Zelten untergebracht. Im Stadtteil Bayraklı wird eine Containerdorf für 1000 durch das Beben obdachlos Gewordener errichtet.[veraltet]
In Seferihisar wurden durch den Tsunami Straßen einen Meter hoch überflutet. Nach Angaben der türkischen Küstenwache sanken 28 Boote und weitere 42 liefen auf Grund.

### Griechenland
Auf Samos kamen zwei Menschen ums Leben und 19 weitere wurden verletzt. Etwa 30 Gebäude auf der Insel stürzten ein, weitere 150 wurden beschädigt. Die Kirche Panagia Theotokou in Karlovasi stürzte teilweise ein. Es waren besonders ältere Gebäude in den Orten Karlovasi, Vathy und Pythagorio betroffen. Vorübergehend fiel auf der Insel die Stromversorgung aus. Mehrere Autos wurden durch den Tsunami beschädigt. Im archäologischen Museum Pythagorio wurden Ausstellungsstücke beschädigt.
Auf Chios kam es überwiegend zu geringfügigen Schäden, schwere Schäden traten an der Kirche Panagia Evangelistria in der Stadt Chios auf. Im archäologischen Museum von Chios wurden mehrere Exponate beschädigt.
Auf Ikaria wurde eine Provinzstraße durch einen Erdrutsch unpassierbar.

## Internationale Reaktionen
Mehrere Länder, darunter Aserbaidschan, Frankreich, Iran und Israel boten den betroffenen Ländern ihre Unterstützung an. Dem folgten auch die NATO und die Europäische Union.
Der griechische Ministerpräsident Kyriakos Mitsotakis und der türkische Präsident Recep Tayyip Erdoğan tauschten nach dem Erdbeben gegenseitig beste Wünsche aus und erklärten die Bereitschaft zur Hilfe füreinander.

## Belege
1. 1 2 3  M 7.0 - 14 km NNE of Néon Karlovásion, Greece. USGS, abgerufen am 1. Januar 2021 (englisch).
2. ↑  M 7.0 - DODECANESE ISLANDS, GREECE - 2020-10-30 11:51:25 UTC. EMSC, abgerufen am 1. Januar 2021 (englisch).
3. ↑  30 Ekim 2020 Ege Denizi depremi. (PDF; 1,64 MB) Kandilli-Observatorium, abgerufen am 3. November 2020 (türkisch).
4. ↑  Schweres Erdbeben und Tsunami in Ägäis. In: orf.at. 30. Oktober 2020, abgerufen am 30. Oktober 2020.
5. ↑  Zahl der Toten nach Erdbeben in Westtürkei auf 27 gestiegen. In: derstandard.at. 31. Oktober 2020, abgerufen am 31. Oktober 2020.
6. ↑  M 7.0 - 14 km NNE of Néon Karlovásion, Greece: Pager. USGS, abgerufen am 1. Januar 2021 (englisch).
7. ↑  İzmir Seferihisar Depremi-Duyuru 77 (13.11.2020 - 18.00). AFAD, 13. November 2020, abgerufen am 14. November 2020 (türkisch).
8. ↑  Schweres Beben in der Ägäis. In: gfz-potsdam.de. 30. Oktober 2020, abgerufen am 1. November 2020.
9. ↑  AGGIORNAMENTO: Terremoto Mw 7.0 a Nord di Samos (Grecia) del 30 ottobre 2020. In: ingvterremoti.com. 30. Oktober 2020, abgerufen am 31. Oktober 2020 (italienisch).
10. ↑  Vassilis Goulas: Σεισμός στη Σάμο: Η μεγαλύτερη μετατόπιση εδάφους που έχει καταγραφεί μέχρι σήμερα. In: protothema.gr. 4. November 2020, abgerufen am 6. November 2020 (griechisch).
11. ↑  Σεισμός στη Σάμο: Κατά 18 με 25 εκατοστά ανυψώθηκε το νησί από τη δόνηση 6,7 Ρίχτερ (pics). (Memento des Originals vom 4. November 2020 im Internet Archive)  Info: Der Archivlink wurde automatisch eingesetzt und noch nicht geprüft. Bitte prüfe Original- und Archivlink gemäß Anleitung und entferne dann diesen Hinweis. In: reader.gr. 3. November 2020, abgerufen am 6. November 2020 (griechisch).
12. ↑  İzmir Seferihisar Depremi -Duyuru 1 (30.10.2020 - 16.20). AFAD, 30. Oktober 2020, abgerufen am 30. Oktober 2020 (türkisch).
13. 1 2  İzmir Seferihisar Depremi-Duyuru 81 (26.11.2020 - 21.00). AFAD, 26. November 2020, abgerufen am 27. November 2020 (türkisch).
14. ↑  Earthquake hits Greece and Turkey, bringing deaths and floods. In: bbc.com. 30. Oktober 2020, abgerufen am 30. Oktober 2020 (englisch).
15. ↑  Ali Korkmaz, Halil Sahin, Seda Sevencan: Turkey pays over $745,000 in quake insurance. In: aa.com.tr. 5. November 2020, abgerufen am 6. November 2020.
16. ↑  İzmir Seferihisar Depremi-Duyuru 10 (30.10.2020  -  23.15). AFAD, 30. Oktober 2020, abgerufen am 2. November 2020 (türkisch).
17. ↑  İzmir Seferihisar Depremi-Duyuru 66 (04.11.2020 - 12.30). AFAD, 4. November 2020, abgerufen am 4. November 2020 (türkisch).
18. ↑  Ayda Bebek 91 Saat Sonra Rıza Bey Apartmanı Enkazından Sağ Olarak Çıkarıldı. AFAD, 3. November 2020, abgerufen am 4. November 2020 (türkisch).
19. ↑  Vierjährige nach 91 Stunden aus Trümmern gerettet. In: spiegel.de. 3.  November 2020, abgerufen am 4. November 2020.
20. ↑  Rettungsarbeiten nach Erdbeben in Izmir beendet. In: sn.at. 4. November 2020, abgerufen am 4. November 2020.
21. ↑  Mumin Altas, Ali Korkmaz: Turkey to build 'container city' for quake survivors. In: aa.com.tr. 2. November 2020, abgerufen am 2. November 2020 (englisch).
22. ↑  İzmir Seferihisar açıklarında 6,6 büyüklüğünde deprem: 4 can kaybı, 152 yaralı. In: ntv.com.tr. 30. Oktober 2020, abgerufen am 30. Oktober 2020 (türkisch).
23. ↑  Samos island: two children dead from collapse of wall; death toll climbs in Turkey's Izmir area. In: amna.gr. 30. Oktober 2020, abgerufen am 30. Oktober 2020 (englisch).
24. ↑  Greece, Turkey - Earthquake (GSCP, AFAD, GDACS, media ) (ECHO Daily Flash of 31 October 2020). In: reliefweb.int. 31. Oktober 2020, abgerufen am 31. Oktober 2020 (englisch).
25. ↑  Σεισμός : Μεγάλες ζημιές σε εκκλησία στο Καρλόβασι – Δείτε φωτογραφίες. In: in.gr. 30. Oktober 2020, abgerufen am 30. Oktober 2020 (griechisch).
26. ↑  Η Σάμος μετρά τις πληγές της – Τραγωδία με δύο νεκρούς μαθητές. In: kathimerini.gr. 30. Oktober 2020, abgerufen am 31. Oktober 2020 (englisch).
27. 1 2 3  Tani Georgiopoulou, Giouli Eptakoili, Giannis Papadopoulos: «Επικίνδυνη η κατάσταση». In: kathimerini.gr. 1. November 2020, abgerufen am 4. November 2020 (griechisch).
28. ↑  Azerbaycan Cumhurbaşkanı Aliyev'den Başkan Erdoğan'a "yardıma hazırız" telefonu. In: takvim.com.tr. 30. Oktober 2020, abgerufen am 4. November 2020 (türkisch).
29. ↑  Alastair Jamieson, Conrad Duncan: Greece-Turkey earthquake: At least 19 dead after huge 7.0-magnitude tremor collapses buildings. In: independent.co.uk. 30. Oktober 2020, abgerufen am 4. November 2020 (englisch).
30. ↑  İzmir'de meydana gelen 6,6 şiddetindeki depremin ardından dünyadan Türkiye ile dayanışma mesajları. In: ntv.com.tr. 31. Oktober 2020, abgerufen am 4. November 2020 (türkisch).
31. ↑  Seth J. Frantzman, Celia Jean: Following earthquake in Turkey, IDF offers to send aid. In: jpost.com. 30. Oktober 2020, abgerufen am 4. November 2020 (englisch).
32. ↑  Turkey-Greece earthquake: Children among 12 dead after powerful tremor hits in the Aegean Sea. In: euronews.com. 31. Oktober 2020, abgerufen am 6. November 2020 (englisch).
33. ↑  Erdoğan'dan Miçotakis'e teşekkür mesajı: Türkiye de Yunanistan'a her türlü yardıma hazır. In: euronews.com. 30. Oktober 2020, abgerufen am 6. November 2020 (türkisch).
34. ↑  Nach Erdbeben in Ägäis: Erdogan telefoniert mit Mitsotakis . (Memento des Originals vom 1. November 2020 im Internet Archive)  Info: Der Archivlink wurde automatisch eingesetzt und noch nicht geprüft. Bitte prüfe Original- und Archivlink gemäß Anleitung und entferne dann diesen Hinweis. In: hurriyet.de. 30. Oktober 2020, abgerufen am 6. November 2020.